# Габонська демократична партія
Габонська демократична партія (фр. Parti Démocratique Gabonais, PDG) — урядова та домінуюча політична партія Габону.

## Опис
Перебуває при владі з моменту проголошення незалежності, спочатку під проводом Леона Мба (партія мала назву Габонський демократичний блок), потім головою партії став Омар Бонго. Нині лідером партії є Алі бен Бонго Ондімба.
Має 86 зі 120 місць у Національній асамблеї та 54 з 91 місця у Сенаті.
Партія була єдиною легальною політичною силою в країні з моменту її заснування 12 березня 1968 року. У травні 1990 конституційна рада відновила багатопартійну систему в Габоні.